# Quilessa oriara
Quilessa oriara är en insektsart som beskrevs av Ramos 1957. Quilessa oriara ingår i släktet Quilessa och familjen Kinnaridae. Inga underarter finns listade i Catalogue of Life.